# 昂蒂尚
昂蒂尚（法語：Antichan，法語發音：[ɑ̃tiʃɑ̃]）是法国上比利牛斯省的一个市镇，属于巴涅尔德比戈尔区。

## 地理
昂蒂尚（42°59'41"N, 0°34'56"E）面积1.19 平方千米，位于法国奧克西塔尼大區上比利牛斯省，该省份为法国西南部内陆省份，北至热尔省，西接大西洋比利牛斯省，南与西班牙接壤，东临上加龙省。
与昂蒂尚接壤的市镇（或旧市镇、城区）包括：昂拉、克雷谢、让布里、伊约、萨米朗、特鲁巴。

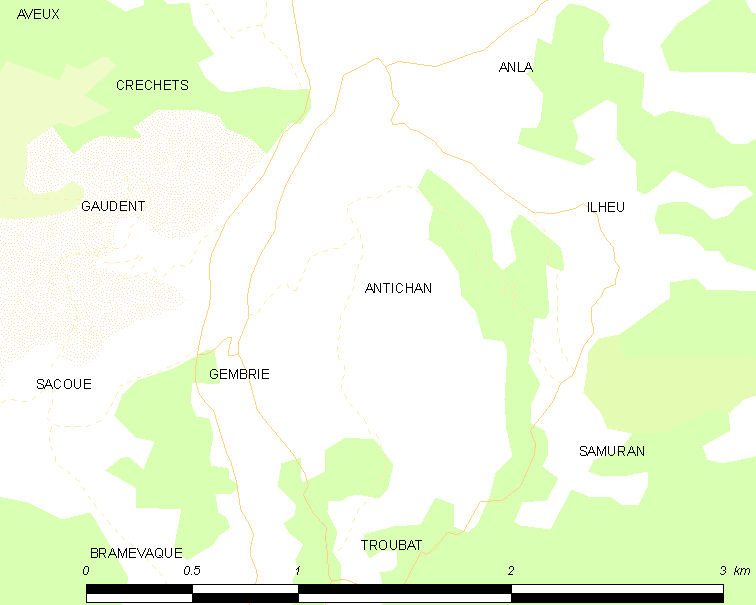
昂蒂尚的OSM定位图

昂蒂尚的时区为UTC+01:00、UTC+02:00（夏令时）。

## 行政
昂蒂尚的邮政编码为65370，INSEE市镇编码为65014。

## 政治
昂蒂尚所属的省级选区为巴鲁斯谷县。

## 人口

1962-2008年间昂蒂尚人口变化图示

昂蒂尚于2022年1月1日时的人口数量为40人。